# كأس كازاخستان
كأس كازاخستان هي مسابقة كأس خروج المغلوب الرئيسية في كازاخستان لكرة القدم، التي يديرها اتحاد كازاخستان لكرة القدم. تأسست البطولة في البداية في عام 1936 كبطولة للأندية في الجمهورية الكازاخية السوفيتية الاشتراكية لكنها لم تصبح المسابقة الوطنية حتى عام 1992.

## وصلات خارجية
- RSSSF cup finals